# دواین (تگزاس)
دواین، تگزاس(به انگلیسی: Devine, Texas) شهری در ایالت تگزاس از ایالات جنوبی ایالات متحده آمریکا است. در سرشماری سال ۲۰۰۰، جمعیت این شهر ۴۱۴۰ نفر اعلام شد.